# Герметичный многофункциональный модуль
Герметичный многофункциональный модуль (англ. Permanent Multipurpose Module, PMM) — модуль Международной космической станции (МКС). Представляет собой складское помещение для хранения грузов. Это изготовленный Италией (Итальянское космическое агентство) бывший многоцелевой модуль снабжения «Леонардо», переделанный под постоянное пребывание на МКС. Доставлен на станцию экспедицией STS-133 в феврале 2011 года. Пристыкован к надирному порту модуля «Юнити».

## Применение
Модуль используется как складское помещение для хранения грузов, в основном — мусора, который впоследствии будет удалён со станции. Также, он используется для личной гигиены астронавтов, которые в нём моются и переодеваются.

## Устройство
Основой модуля PMM является герметичный корпус цилиндрической формы с двумя коническими днищами, на переднем днище вокруг люка установлен пассивный стыковочный узел Единого механизма пристыковки Passive Common Berthing Mechanism (PCBM).

## Расположение
27 мая 2015 года, в 13:08 UTC, PMM был перемещён с надирного порта модуля Юнити на передний порт модуля Транквилити (Node 3). Это было сделано для того, чтобы позволить использовать надирный порт модуля Юнити в качестве причала для кораблей «Сигнус» и «Дракон», что в свою очередь освобождает верхний порт «Гармонии» для стыковки с будущими американскими аппаратами Многоэтапной программы НАСА по развитию частных пилотируемых космических кораблей для доставки астронавтов на Международную космическую станцию..